# ブリッド

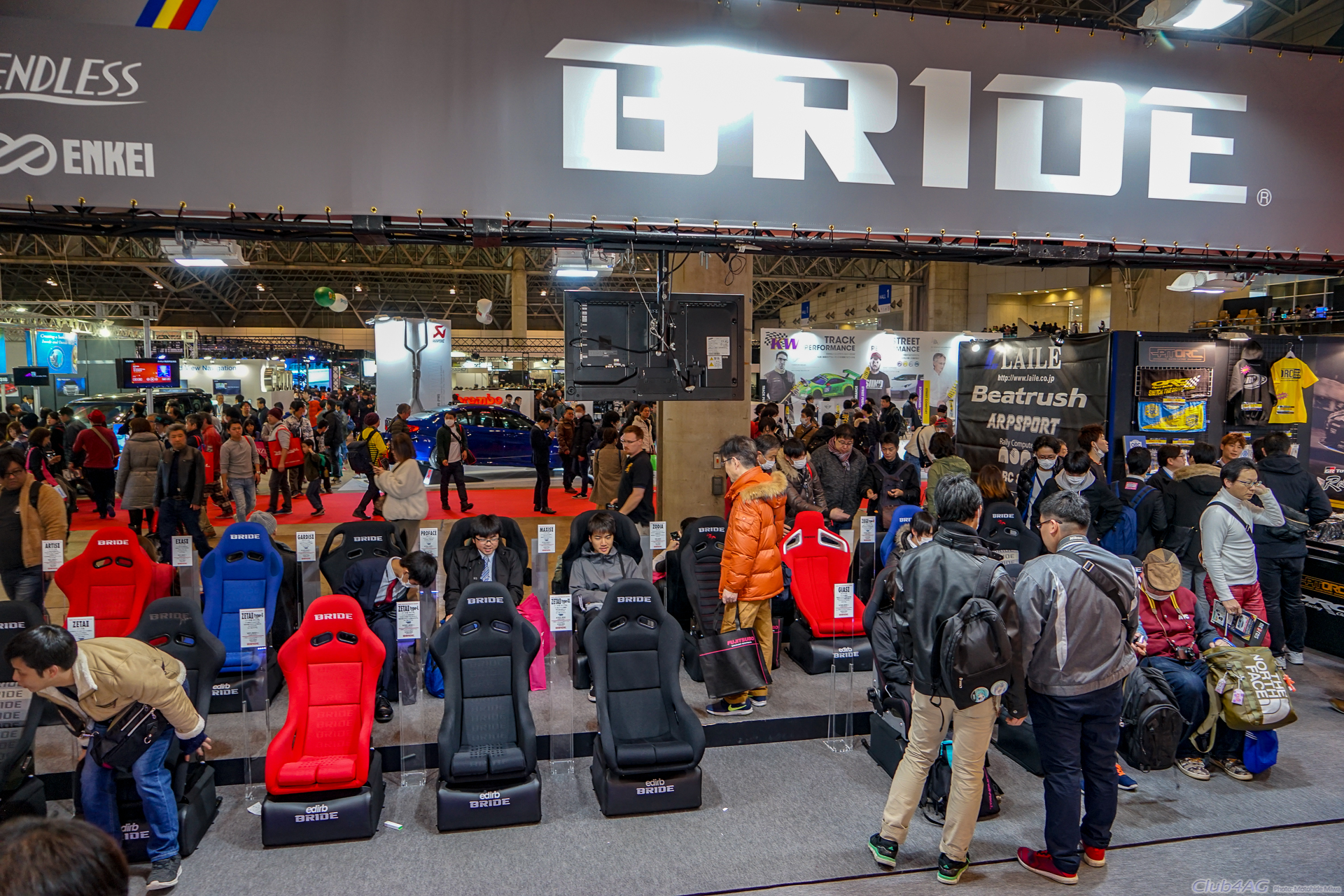
2019年・東京オートサロンにて

ブリッド (BRIDE) は愛知県東海市に本社を置く、自動車のシートメーカーである。バケットシートなどを製造・販売している。

## 沿革
- 1981年、同ブランドのスポーツシートを製造販売するブリッドCOを設立し同年に後のGIAS、STRADIA、CUGA、VORGAの原点となる「GT」を発表
- 1982年、現在のDIGOにあたる「EX」を発表
- 1983年、旧ロゴが発表され、2002年頃まで[独自研究?]使われた
- 2002年、現在のロゴになったと思われる[独自研究?]
- 2013年、2014年と、日刊自動車新聞の用品大賞にて製品の「ユーロスタープレミアム」が「スポーティング部門賞」を受賞[1]

## 現在のラインナップ
（2020年10月1日現在）

### フルバケット
- ZETAⅣ
- ZIEGⅣ
- ZIEGⅣ WIDE
- XERO MS
- XERO RS
- XERO CS
- XERO VS
- A.i.R.
- ZODIA
- HISTRIX

### リクライニング
- EUROSTERII
- EUROSTERII CRUZ
- STREAMS
- STREAMS CRUZ
- DIGOIII LIGHT
- DIGOIII LIGHT CRUZ
- ZAOU
- EUROSTERII SPORTE
- edirb032 ULTRASUEDE
- edirb054 ULTRASUEDE
- edirb110 ULTRASUEDE
- edirb132 ULTRASUEDE